# アテナイの学堂
アテナイの学堂（アテナイのがくどう、伊: Scuola di Atene、アテネのがくどう）は、ルネサンス効率期イタリアの画家ラファエロ・サンティのもっとも有名な絵画の一つである。描かれたのは、ローマ教皇ユリウス2世に仕えた1509年と1510年の間である。バチカン教皇庁の中の、現在ラファエロの間と呼ばれる4つの部屋の壁をフレスコ画で飾ることになって、ラファエロはまず署名の間と呼ばれる部屋から着手することにした。そして、最初に『聖体の論議』を仕上げてから、2番目に手がけたのがこの『アテナイの学堂』である。その絵は、長きにわたってラファエロの最高作とみられてきた。盛期ルネサンスの古典的精神を見事に具現化したものと言えよう 。

## 概要
この絵に描かれている人々は有名な古代ギリシアの哲学者たちである。研究者たちは、ギリシアの学者(哲学者・科学者)のほとんどをこの絵の中で見つけることができるはずだと言い続けてきた。しかし、ラファエロははっきりと誰を描いたと言っていなかったので、絵の中に描かれている人物が誰か、正確に言い当てることははなはだ難しい。それを説明する同時代の記録も存在していない。さらに問題を悪化させるのは、ラファエロは、絵の中の哲学者・科学者が誰なのかを読み解いてもらうための全員分の仕掛け（図像学）を作っていたはずだが、それを記録として残していなかったことだ。とはいっても、絵の中に誰を描くかの選択をするのに、多くの人の承認が必要だったはずと思われる。

### 舞台設定
学堂はギリシャ十字（縦横が等しい十字）の形の中にあり、キリスト教神学と非＝キリスト教のギリシア哲学との調和を意図したものと思われる。その建築様式はドナト・ブラマンテに触発されたもので、ジョルジョ・ヴァザーリは、ブラマンテは実際にこの絵を手伝ったと言っている。研究者の中には、学堂そのものがサン・ピエトロ大聖堂の正面からの景観になるように意図されていたという人もいる。後ろの方に2つの彫像があり、向かって左は竪琴を持ったギリシアの神アポローンで、医、治癒、光、真実、詩、音楽の神である。一方右側にいるのは、やはりギリシアの女神アテーナーだが、ローマの女神ミネルウァの恰好をしている。アテーナーは知恵の女神である。

### 登場人物
プラトン、アリストテレスなど、絵のなかの哲学者の何人かの身元は異論のないところだが、その他大勢の人物については研究者の間で意見が食い違っている。以下に示すのは、そのうちの一つ、Michael Lahanasの推理である。

太字の名前 は、ラファエロが絵のモデルにしたと思われるラファエロと同時代の人物。
1: ゼノン（ストア派）もしくはゼノン（エレア派）？ — ？
2: エピクロス — ？
3: 不明 — （フェデリーコ2世・ゴンザーガ？）
4: ボエティウスもしくはアナクシマンドロスもしくはエンペドクレス？ — ？
5: イブン＝ルシュド（ラテン名アヴェロエス） — ？
6: ピタゴラス — ？
7: アルキビアデスもしくはアレクサンドロス大王？ — ？
8: アンティステネスもしくはクセノポン？ — ？
9: ヒュパティア — フランチェスコ・マリーア1世・デッラ・ローヴェレもしくはラファエロの愛人マルゲリータ
10: アイスキネスもしくはクセノポン？ — ？
11: パルメニデス？ — ？
12: ソクラテス — ？
13: ヘラクレイトス — ミケランジェロ
14: プラトン（自著『ティマイオス』を持っている） — レオナルド・ダ・ヴィンチ
15: アリストテレス（自著『ニコマコス倫理学』を持っている） — ？
16: ディオゲネス — ？
17: プロティノス？ — ？
18: 生徒を引き連れたエウクレイデスもしくはアルキメデス — ブラマンテ？
19: ストラボンもしくはゾロアスター？ — バルダッサーレ・カスティリオーネもしくはピエトロ・ベンボ
20: プトレマイオス — ？
21: プロトゲネス — ソドマもしくはペルジーノ
R: アペレス — ラファエロ

## プラトンとアリストテレス
プラトンが指を天に向けているのに対し、アリストテレスは手のひらで地を示している。これは、プラトンの観念論的なイデア論の哲学に対し、アリストテレスの哲学の現実的なさまを象徴していると考えられる。

## 複製画
イギリスのヴィクトリア&アルバート美術館には、4✕8mのカンヴァスに描かれた長方形の複製画がある。日付は1755年で、作者はアントン・ラファエル・メングス。西のカースト・コートに展示されている。
アメリカ合衆国のバージニア大学のオールド・キャベル・ホールの観客席（音楽学部の建物である）には、フレスコ画の複製画がある。ジョージ・W・ブレックが1900年に制作したもので、元々あった複製画が1895年に焼失してしまい、その代わりに作られたものである。本物より4インチ小さいのは、バチカンがまったく同じ複製画を許していないからである。
ノースカロライナ大学アシュビル校のHighsmith University Student Unionにもある（外部リンク参照）。
最も新しい複製画（絵画）のひとつは、アメリカ、テキサス州のベイラー大学ブルックス・カレッジのセミナールームにある。
他にも、ロシア連邦のカリーニングラード、ケーニヒスベルク大聖堂にNeide作の複製画がある。
最近ではハード・ロック・バンドガンズ・アンド・ローゼズが1991年に発表した『ユーズ・ユア・イリュージョン I』と『ユーズ・ユア・イリュージョン II』のジャケットで、この絵の一部（上の絵でいうと17番の左人物とノートを書いている少年）を使っている。ジャケットを手掛けたのは、マーク・コスタビ。

## ギャラリー

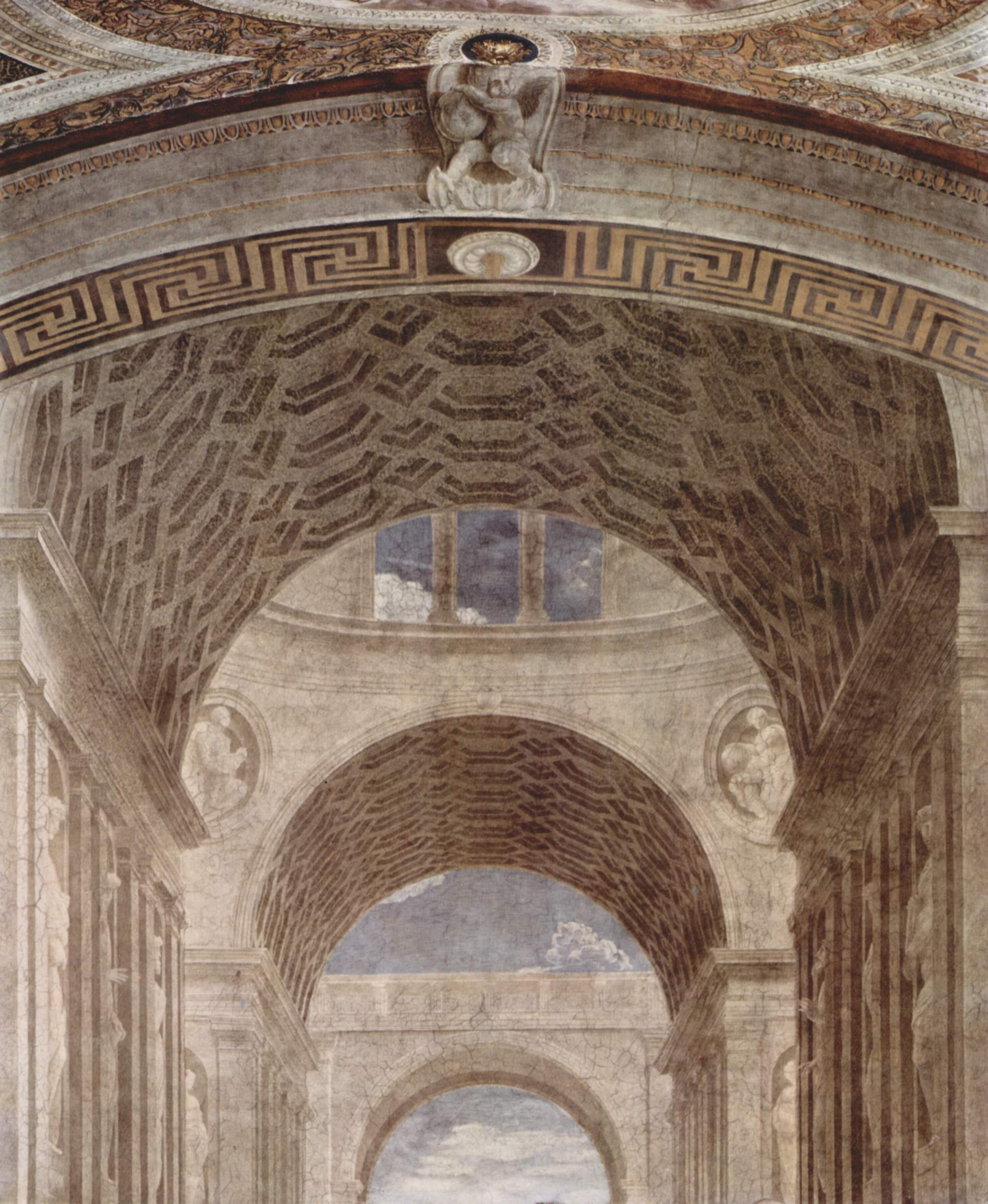
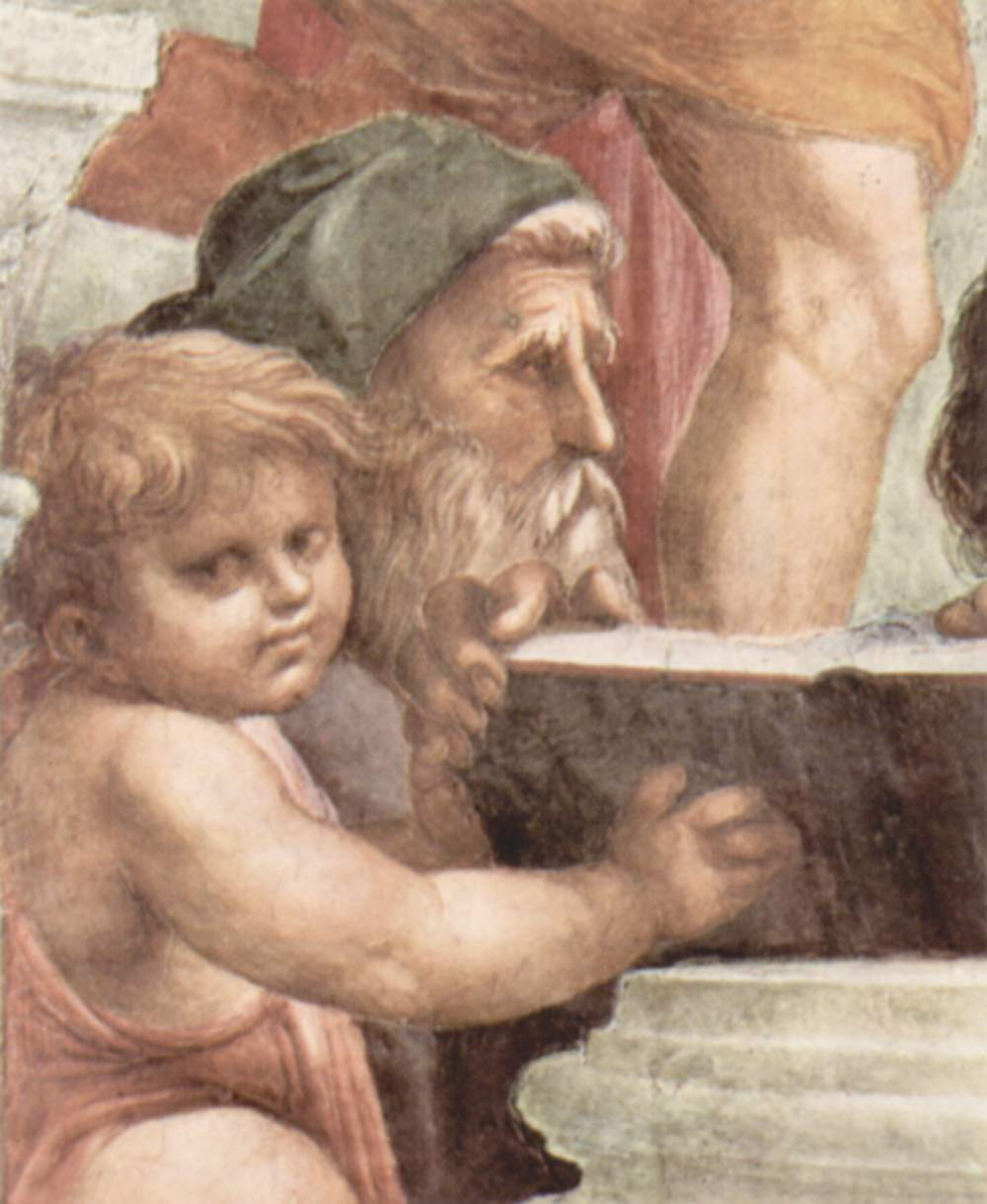
ゼノン (ストア派)もしくはゼノン (エレア派)
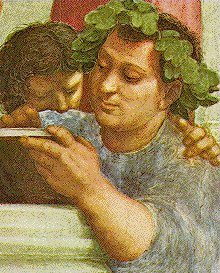
エピクロス
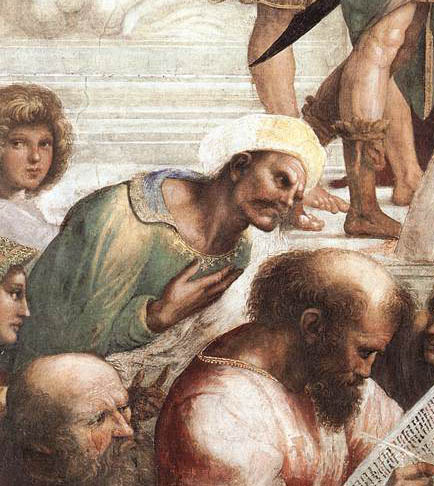
アウェロエスとピタゴラス
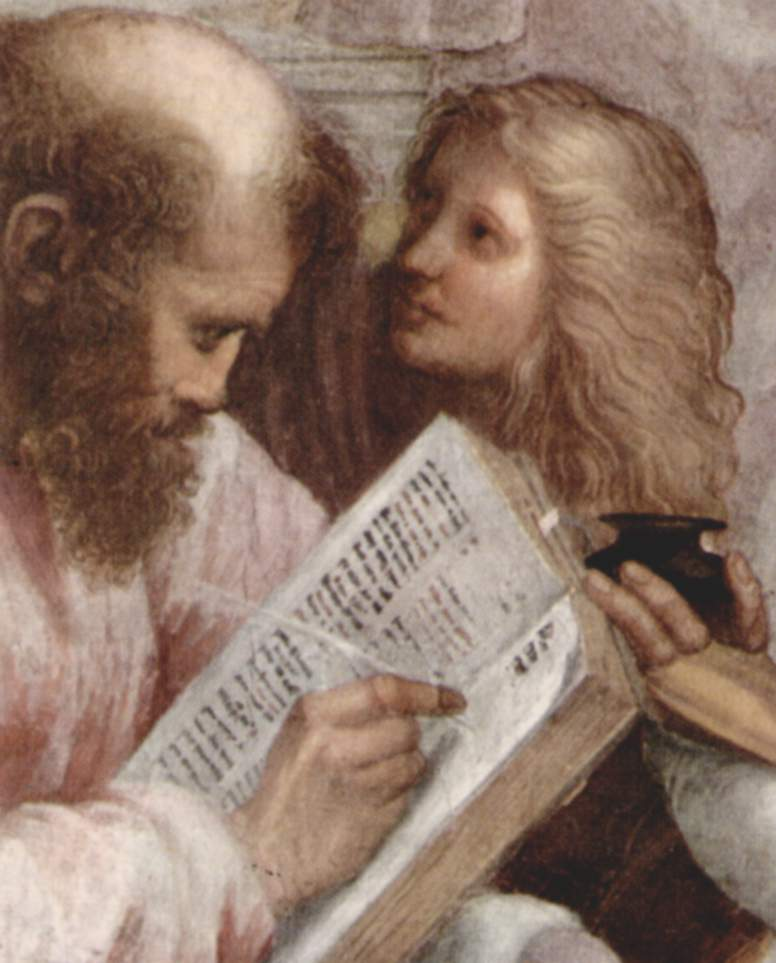
ピタゴラス
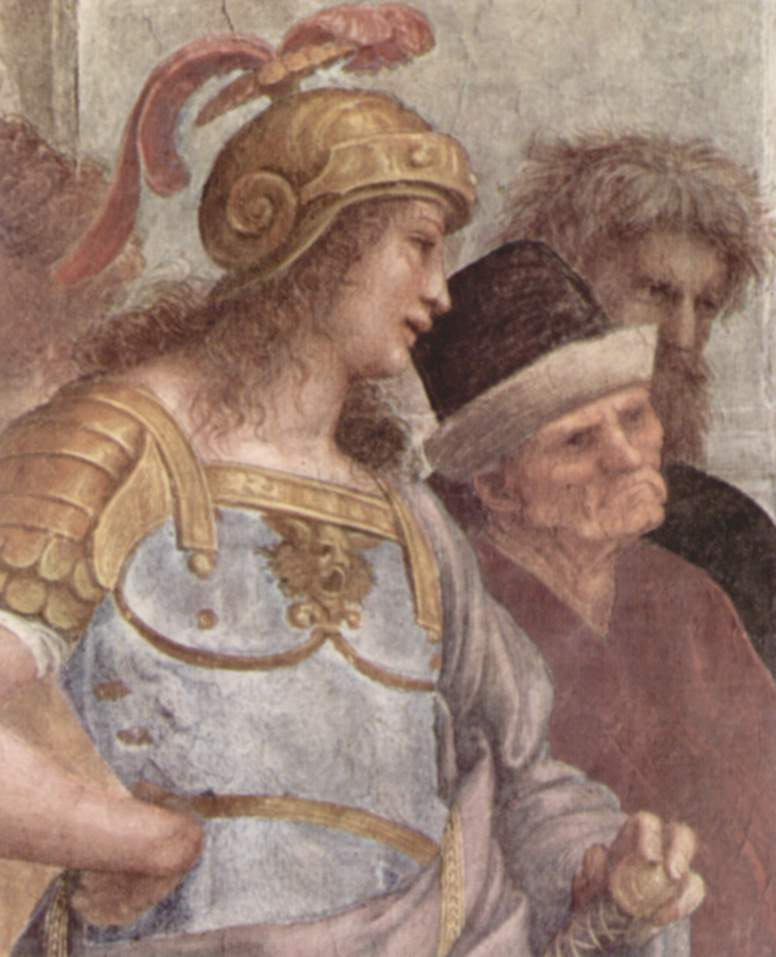
アルキビアデスもしくはアレクサンドロス大王、アンティステネスもしくはクセノポン
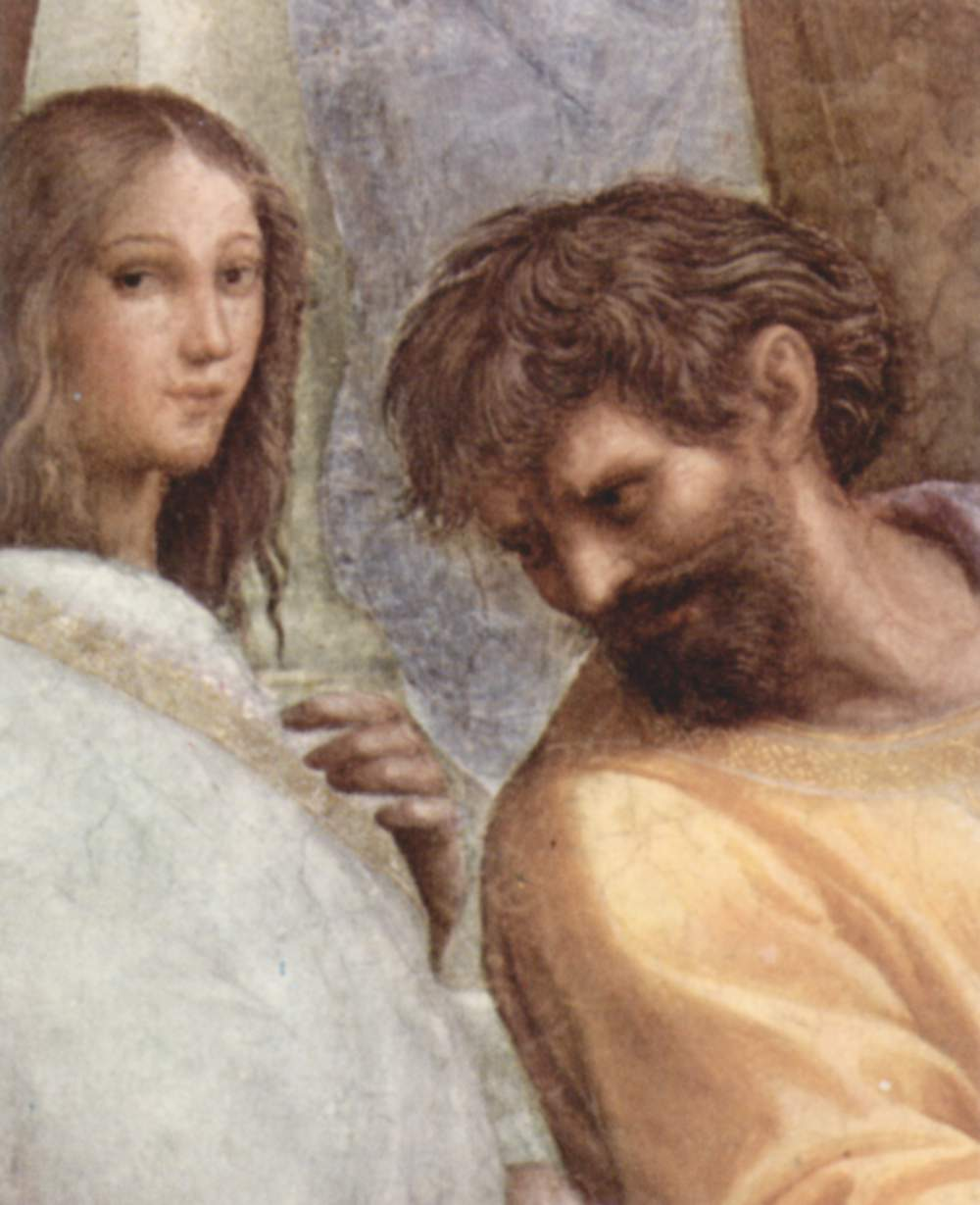
ヒュパティアに扮したフランチェスコ・マリーア1世・デッラ・ローヴェレもしくはラファエロの恋人、パルメニデス
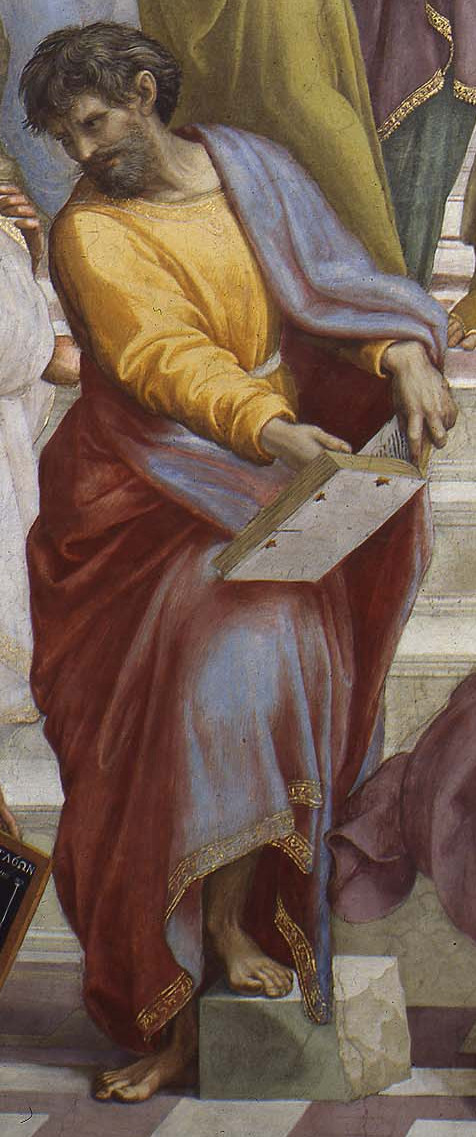
パルメニデス
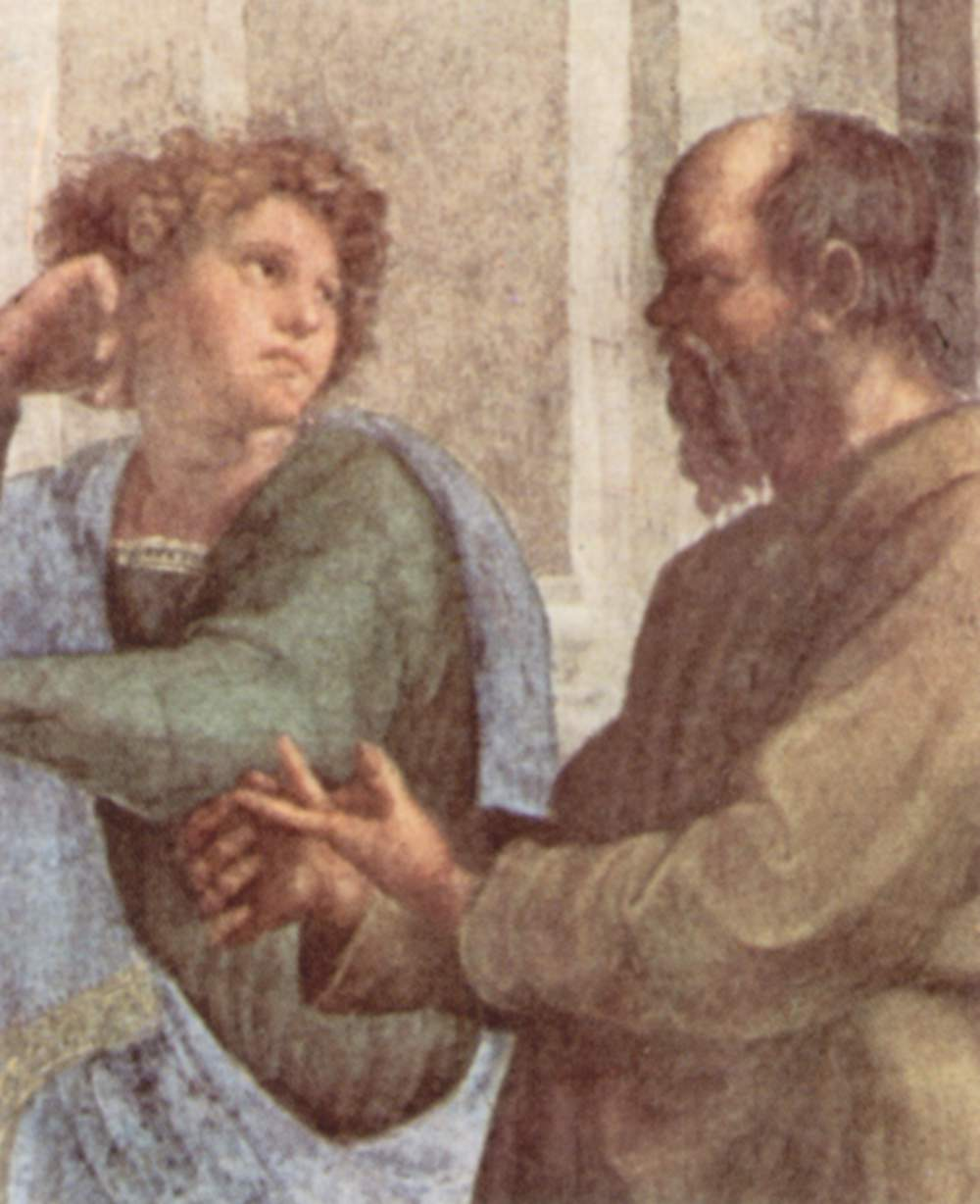
アイスキネスとソクラテス
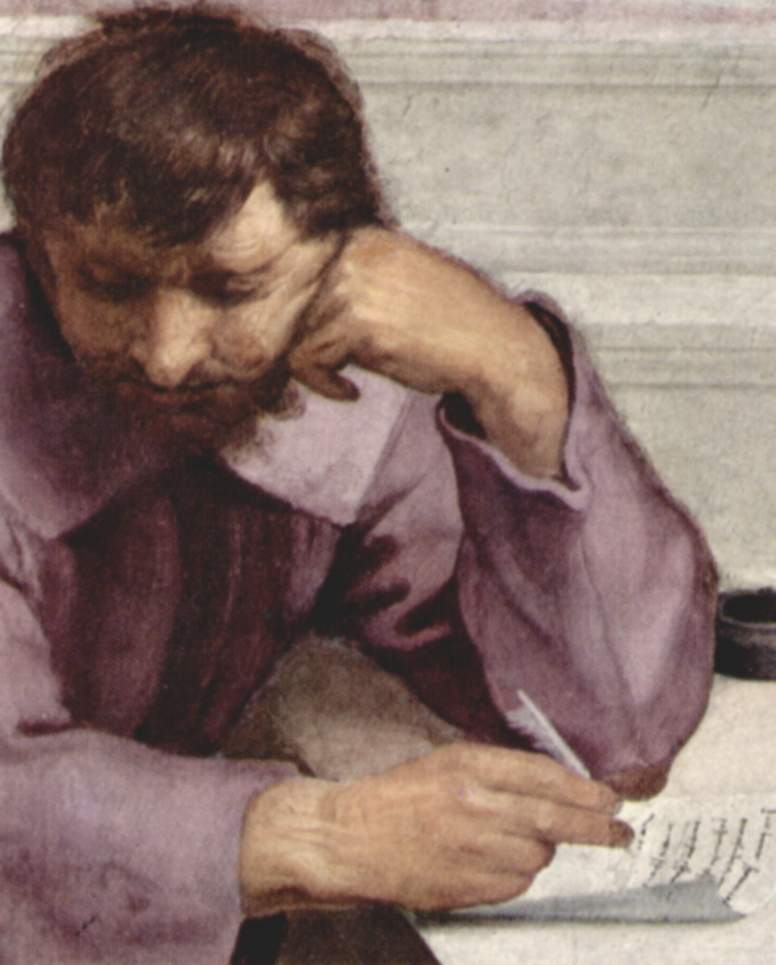
ヘラクレイトスに扮したミケランジェロ
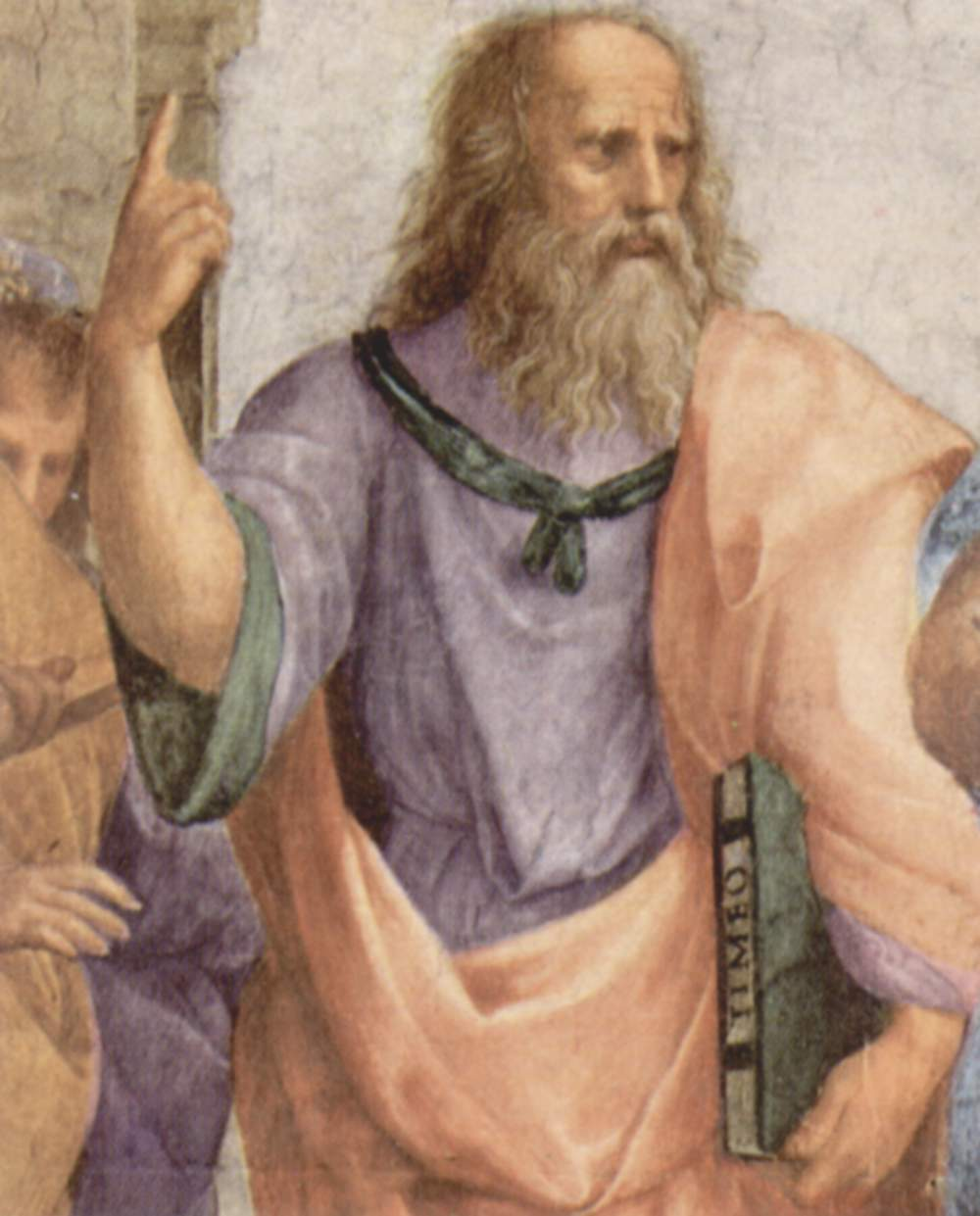
プラトンに扮したレオナルド・ダ・ヴィンチ
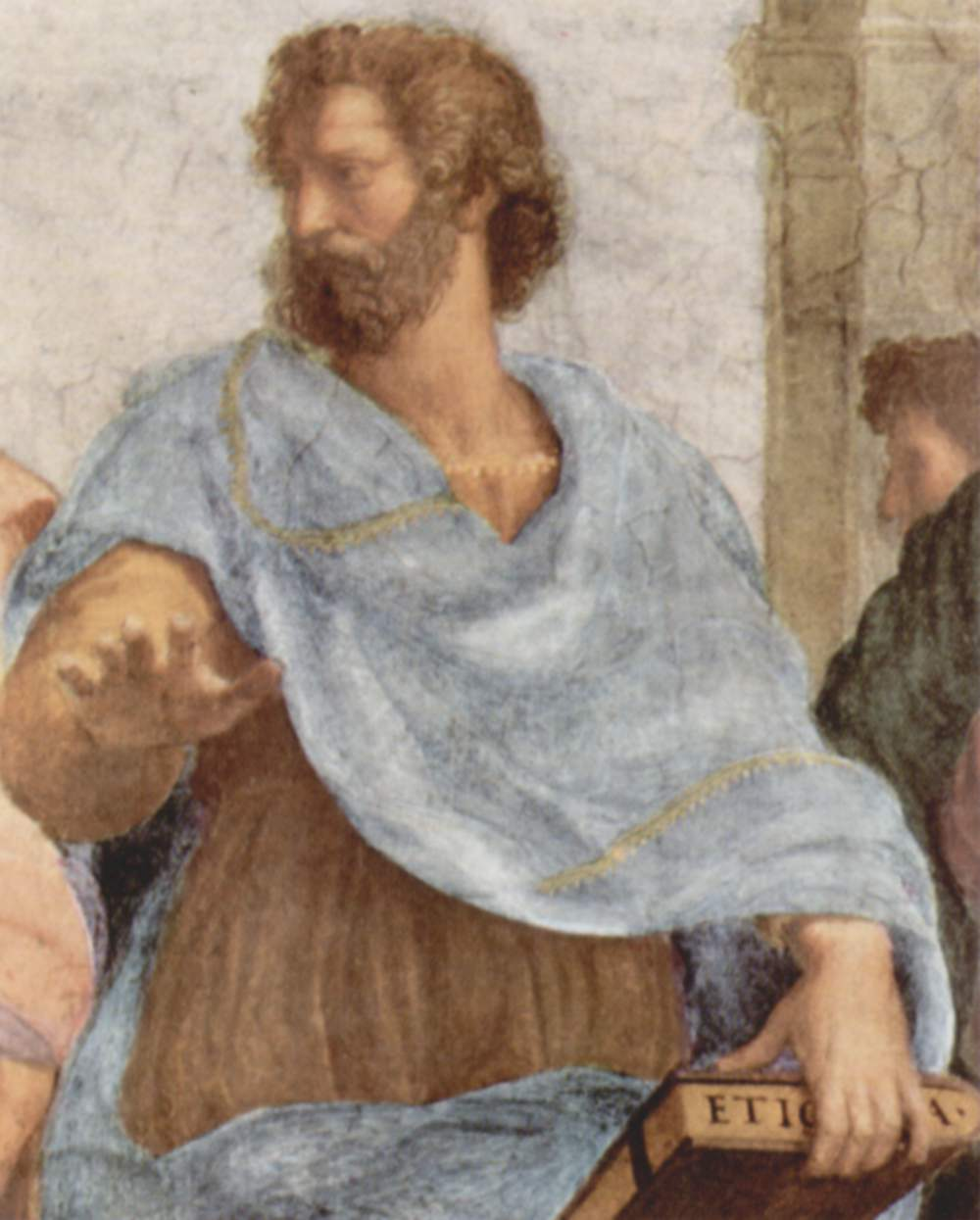
アリストテレス
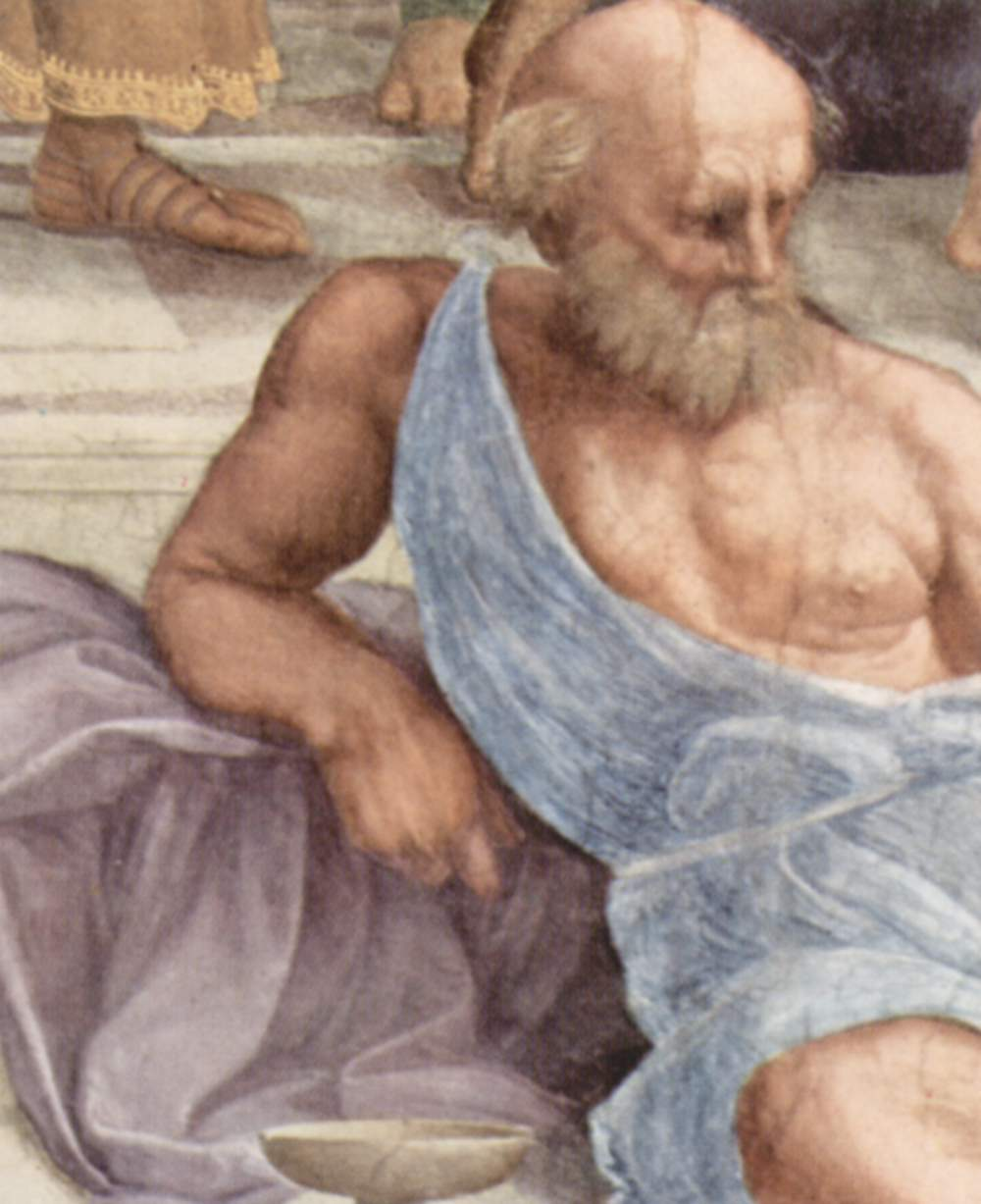
ディオゲネス
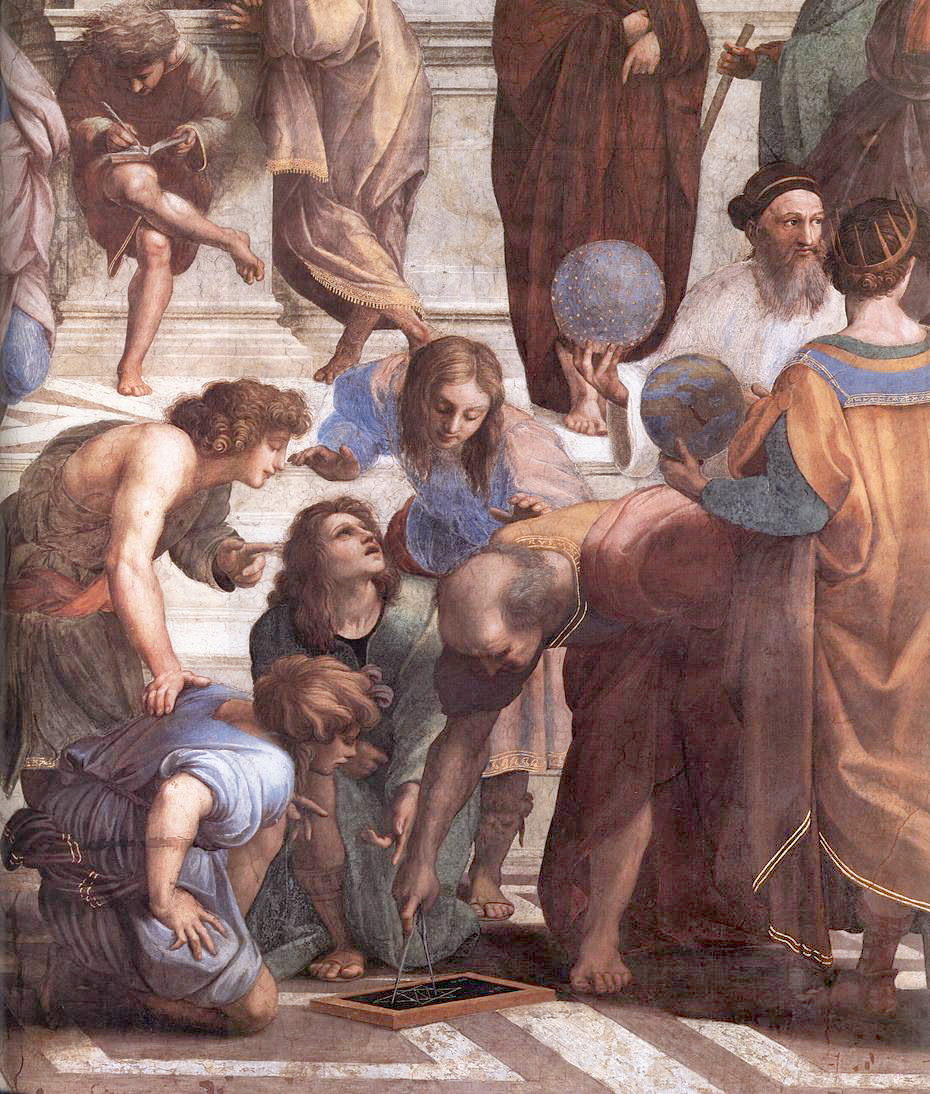
エウクレイデスもしくはアルキメデスに扮したブラマンテ
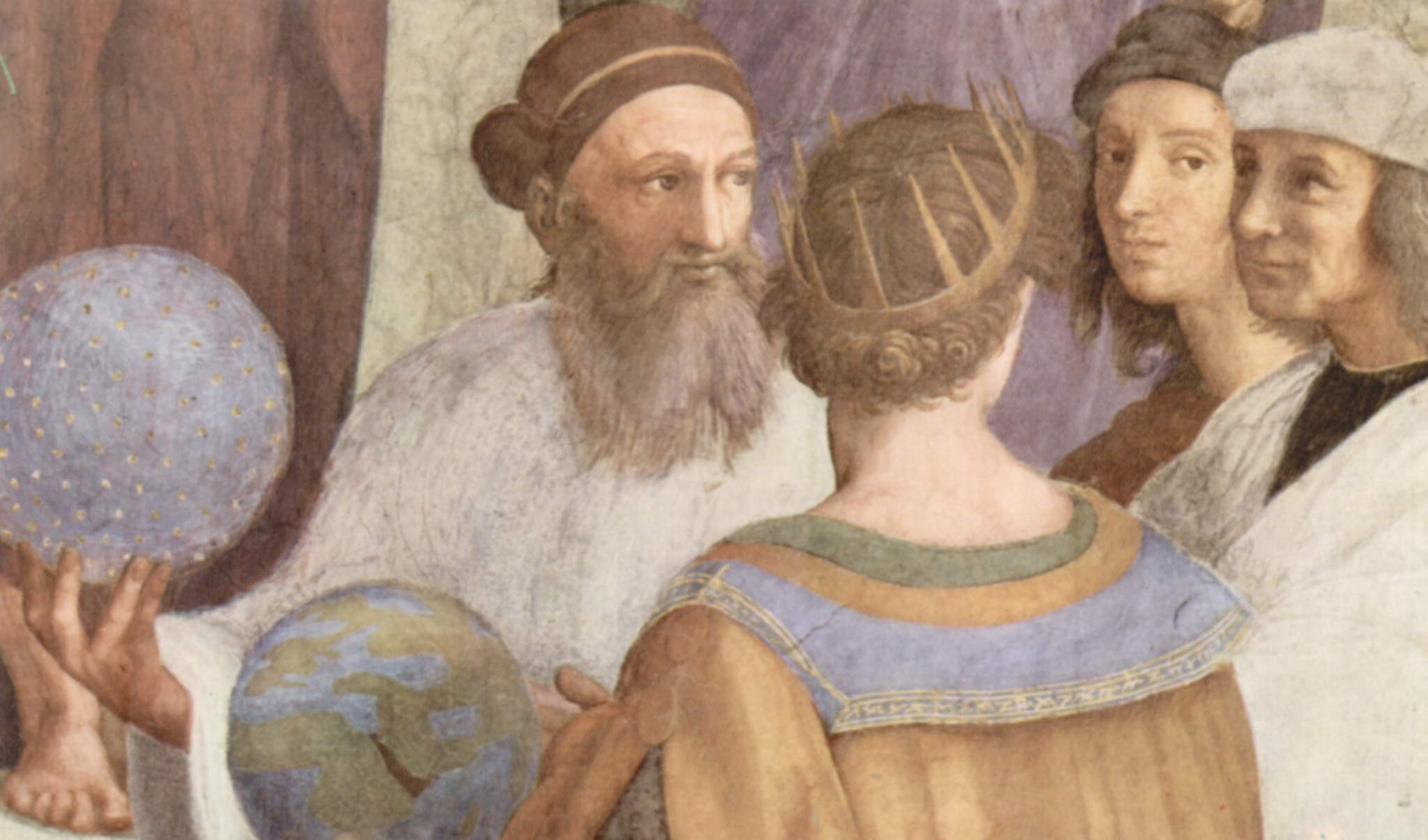
ストラボンもしくはゾロアスター、プトレマイオス、アペレスに扮したラファエロ、プロトゲネスに扮したソドマ
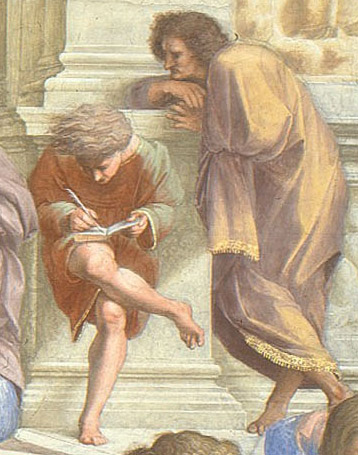